# 马炮营起义
马炮营起义又名安庆马炮营起义、戊申安庆之役、戊申安慶起義。發生於1908年11月中旬，是首次清朝新軍起義。當時恰逢光绪帝和慈禧太后相继去世，安慶新軍士兵熊成基、范传甲、薛哲等于11月19日在安庆杨氏试馆推舉熊成基为总司令，决定当晚用城外的马营、炮营進攻安慶，薛哲、范传甲等在安慶城内接应，薛哲負責向范传甲提供彈藥。當晚，马营、炮营士兵先殺死和趕走各自營的管帶，按照白天的約定攻城，马营、炮营先攻佔安慶城北面的菱湖嘴子弹库，隨後向安慶城發動總攻。清朝安徽巡抚朱家宝立刻调兵防守。不過城內的薛哲卻不敢舉事，范传甲的部隊沒有彈藥，也只能按兵不動。城外的熊成基無法攻入城內。11月20日，朱家宝的部隊轰击炮营，很快清朝援軍逼近安慶城郊。当晚10时(一说下午4时)，熊成基部隊向集贤关方向撤退，部隊至庐州时士兵已不足百人。熊成基選擇解散部隊，自己則逃亡壽州，後又流亡日本。范传甲、薛哲遭到清朝處決。